# Caroline Marton
Caroline Marton (ur. 14 kwietnia 1984) – australijska zawodniczka taekwondo pochodząca z Melbourne w Australii. Jej rodzice pochodzą z Polski.

## Kariera sportowa

### Mistrzostwa Azji  2004
W 2004 roku Marton zakwalifikowała się do mistrzostw Azji. Na turnieju zdobyła srebrny medal.

### Igrzyska Olimpijskie 2012
Podczas Turnieju Kwalifikacyjnego na Igrzyska Olimpijskie 2012 odpadła w meczu finałowym.

### Igrzyska Olimpijskie 2016
Ze względu na to, że była jedyną uczestniczką w swojej kategorii wagowej, wygrała Oceania Taekwondo Olympic Qualification Tournament w 2016, uzyskując kwalifikacje na Igrzyska Olimpijskie w 2016 roku.

## Osiągnięcia
| Rok  | Turniej                             | Miejsce                | Waga | Wynik      |
| ---- | ----------------------------------- | ---------------------- | ---- | ---------- |
| 1998 | Mistrzostwa świata                  | Stambuł                | -46  |            |
| 2000 | Puchar Świata                       | Lyon                   | -47  |            |
| 2000 | Mistrzostwa świata                  | Killarney              | -49  |            |
| 2002 | Puchar Świata                       | Tokio                  | -55  |            |
| 2003 | Mistrzostwa świata                  | Garmisch-Partenkirchen | -55  |            |
| 2004 | Mistrzostwa Azji                    | Seongnam               | -59  | 2. miejsce |
| 2005 | Mistrzostwa świata                  | Madryt                 | -59  |            |
| 2005 | Uniwersjada                         | Izmir                  | -59  |            |
| 2007 | Dutch Open                          | Eindhoven              | -55  | 1. miejsce |
| 2007 | Mistrzostwa świata                  | Pekin                  | -55  |            |
| 2007 | Uniwersjada                         | Bangkok                | -67  | 3. miejsce |
| 2011 | Belgian Open                        | Herentals              | -57  | 3. miejsce |
| 2011 | Olympic Games Qualification World   | Baku                   | -57  |            |
| 2011 | Uniwersjada                         | Shenzhen               | -57  |            |
| 2011 | Olympic Games Qualification Oceania | Numea                  | -57  | 2. miejsce |
| 2012 | Spanish Open                        | Alicante               | -53  | 3. miejsce |
| 2012 | Belgian Open                        | Gandawa                | -53  | 2. miejsce |
| 2013 | German Open                         | Hamburg                | -53  | 1. miejsce |
| 2013 | Mistrzostwa świata                  | Puebla                 | -53  |            |
| 2013 | Costa Rica Open                     | San José               | -53  | 2. miejsce |
| 2014 | Austrian Open                       | Innsbruck              | -53  | 3. miejsce |
| 2014 | Swiss Open                          | Lozanna                | -53  | 2. miejsce |
| 2014 | Australia Open                      | Sydney                 | -53  | 3. miejsce |
| 2014 | Thailand Open                       | Bangkok                | -53  | 3. miejsce |
| 2014 | Commonwealth Champsionships         | Edynburg               | -53  | 3. miejsce |
| 2015 | Alexandria Open                     | Aleksandria            | -53  | 2. miejsce |
| 2015 | Swiss Open                          | Montreaux              | -53  | 3. miejsce |
| 2015 | Mistrzostwa świata                  | Czelabińsk             | -53  |            |
| 2015 | Igrzyska Pacyfiku                   | Port Moresby           | -53  | 1. miejsce |
| 2015 | Grand Prix                          | Moskwa                 | -57  |            |
| 2015 | Grand Prix                          | Samsun                 | -57  |            |
| 2015 | Grand Prix                          | Manchester             | -57  |            |
| 2016 | Olympic Games Qualification Oceania | Port Moresby           | -57  | 1. miejsce |
| 2016 | Greece Open                         | Thessaloniki           | -57  | 3. miejsce |
| 2016 | Igrzyska Olimpijskie                | Rio de Janeiro         | -57  |            |
| 2016 | Grand Prix                          | Baku                   | -57  |            |

## Życie prywatne
Jest siostrą mistrzyni świata w taekwondo – Carmen Marton. Ona i jej siostra są partnerami szkoleniowymi.